# Удружење књижевника Србије
Удружење књижевника Србије (УКС) основано је 26. маја 1905. године у стану Српске књижевне задруге, уз присуство 21 писца, а под председништвом Милана Ђ. Милићевића, доајена српских писаца по годинама, када је донета одлука о оснивању Српског књижевничког друштва. Гласило Удружења је лист Књижевне новине, основан 1948. године.

## Историја
Удружењу књижевника Србије претходила су: 
- „Друштво за уметност“ (1883)
- „Књижевно-уметничка заједница“ (1892)
- „Друштво српских књижевника и уметника“ (1902)

Ова друштва се сматрају претечама „Српског књижевничког друштва“.

## Главни циљеви
Главни циљеви Српског књижевничког друштва су:
- да српске књижевнике окупи у једну заједницу
- да штити професионалне интересе својих чланова
- да уређује њихове међусобне односе
- да уређује односе према издавачима и публици
- да олакшава услове њихова књижевна рада
- да помаже своје чланове или њихове породице који су запали у рђаве материјалне прилике

## Прва управа
Прва управа од пет чланова изабрана је тајним гласањем. Њу су чинили:
- Симо Матавуљ, председник
- Јован Скерлић, секретар
- Добросав Ружић, благајник
- Живојин О. Дачић, књижничар
- Риста Ј. Одавић, домаћин

## Оснивачи
Оснивачи и први чланови Српског књижевничког друштва били су: др Александар Белић, Боривоје Поповић, Добросав Ружић, Драгомир Јанковић, др Драгољуб Павловић, Драгутин Илић, Живојин Дачић, др Јован Скерлић, др Лујо Војновић, Љубомир Јовановић, Милан Милићевић, Милован Глишић, Милорад Ј. Митровић, Милорад Павловић, др Никола Вулић, Павле Поповић, Петар Одавић, Радоје Домановић, Риста Одавић, Симо Матавуљ, и др Станоје Станојевић.

## Награде УКС
Удружење књижевника додељује:
- Повељу за животно дело
- Награду „Милан Ракић”
- Награду „Повеља Мораве”
- Награду „Михаило Ћуповић”
- Награду „Јанко Веселиновић”
- Награду „Чедомир Мирковић”
- Плакету УКС са ликом Симе Матавуља